# 大東銀行
株式会社大東銀行（だいとうぎんこう、英: THE DAITO BANK, LTD.）は、福島県郡山市に本店を置く第二地方銀行。

## 営業政策

### 店舗展開
県内店舗
1942年8月18日、白河支店、富岡支店、浪江支店開設。
県外店舗
県外店舗は、東京と宇都宮の2店が開設されているが、2013年6月11日にさいたま市大宮区にさいたま支店が加わった。
2003年（平成15年）2月までは仙台市にも店舗が開設されていたが、合理化の一環で仙台銀行中央通支店に業務を事業譲渡したため、東北6県に本店を置く銀行の中で唯一仙台地区に支店をおいていない。
店舗コード
| 朝日支店       | アサヒ               | 021 |
| 富久山支店     | フクヤマ             | 022 |
| 安積支店       | アサカ               | 023 |
| 金屋支店       | カナヤ               | 024 |
| 鶴見坦支店     | ツルミダン           | 025 |
| 大槻支店       | オオツキ             | 027 |
| 富田支店       | トミタ               | 028 |
| 本店営業部     | ホンテン             | 030 |
| 柴宮支店       | シバミヤ             | 033 |
| 船引支店       | フネヒキ             | 034 |
| 小野支店       | オノ                 | 035 |
| 郡山開成支店   | コオリヤマカイセイ   | 036 |
| 方八町支店     | ホウハツチヨウ       | 038 |
| 深沢支店       | フカザワ             | 039 |
| 福島支店       | フクシマ             | 040 |
| 川俣支店       | カワマタ             | 044 |
| 二本松支店     | ニホンマツ           | 045 |
| 本宮支店       | モトミヤ             | 046 |
| 福島西支店     | フクシマニシ         | 047 |
| 須賀川支店     | スカガワ             | 050 |
| 白河支店       | シラカワ             | 051 |
| 石川支店       | イシカワ             | 052 |
| 古殿支店       | フルドノ             | 053 |
| 棚倉支店       | タナグラ             | 054 |
| 宇都宮支店     | ウツノミヤ           | 055 |
| 西川支店       | ニシカワ             | 058 |
| 新白河駅前支店 | シンシラカワエキマエ | 059 |
| 会津支店       | アイヅ               | 060 |
| 猪苗代支店     | イナワシロ           | 062 |
| 喜多方支店     | キタカタ             | 063 |
| 坂下支店       | バンゲ               | 064 |
| 高田支店       | タカダ               | 065 |
| 田島支店       | タジマ               | 066 |
| 門田支店       | モンデン             | 067 |
| 千石支店       | センゴク             | 069 |
| 平支店         | タイラ               | 070 |
| 湯本支店       | ユモト               | 072 |
| 植田支店       | ウエダ               | 073 |
| 小名浜支店     | オナハマ             | 074 |
| 神谷支店       | カベヤ               | 075 |
| いわき東支店   | イワキヒガシ         | 076 |
| 富岡支店       | トミオカ             | 080 |
| 浪江支店       | ナミエ               | 081 |
| 原町支店       | ハラマチ             | 083 |
| 鹿島支店       | カシマ               | 084 |
| 相馬支店       | ソウマ               | 085 |
| 東京支店       | トウキヨウ           | 088 |
| さいたま支店   | サイタマ             | 089 |
| 若葉支店       | ワカバ               | 090 |
| 瀬上支店       | セノウエ             | 091 |
| 矢野目支店     | ヤノメ               | 092 |
| 笹谷支店       | ササヤ               | 093 |
| 福島南支店     | フクシマミナミ       | 094 |
| 材木町支店     | ザイモクチヨウ       | 095 |
| 保原支店       | ホバラ               | 096 |
| コスモス通支店 | コスモスドオリ       | 097 |
| 久留米支店     | クルメ               | 098 |
| 喜久田支店     | キクタ               | 100 |
| 小原田支店     | コハラダ             | 103 |
| うねめ支店     | ウネメ               | 104 |
| 日和田支店     | ヒワダ               | 106 |
| 八山田支店     | ヤツヤマダ           | 111 |

### 地方公共団体取引
- 古殿町の指定金融機関を受託している。

### 自動機サービス
南東北地方（東北地方南部）の第二地方銀行（きらやか銀行・仙台銀行・福島銀行）とATM相互無料提携した「東北おむすび隊」（仙台銀行のみ入出金、その他は出金のみ）を行っている。
2009年（平成21年）11月16日にイオン銀行と入出金の相互提携を開始した。福島県の銀行がイオン銀行と提携するのは初である。また、同年12月21日にセブン銀行と提携を開始した。
店舗外ATMコーナーにて硬貨入出金・現金振込が出来る稀な銀行であったが、ATM障害の多発により2010年（平成22年）10月18日からATMによる硬貨の入金・出金の取扱を停止した。

### 資本関係
2020年5月、既に福島県内の同業銀行である福島銀行との間で資本業務提携しているSBIホールディングスが純投資目的で大東銀行大株主のプロスペクトから17.14%を取得。筆頭株主になったと発表した。同行は事前にSBIから連絡はなく寝耳に水だったとしている。後にSBIは2021年9月末時点で同行株保有比率を19.37%に増やしている。
2021年12月、SBIホールディングス社長の北尾吉孝は大東銀行への株式公開買い付け（TOB）について問われ、「頭の片隅にもない」と否定し、同行へのTOBを行う企業が現れた場合はSBIが保有している同行株を譲渡する意向を示している。
2023年2月、SBIホールディングスが大東銀行の全株式をHSホールディングスに売却する予定であることを同行が発表。同月22日に譲渡手続きが完了した。譲渡後はHSホールディングスが筆頭株主となった。

### その他
- バンコ・ブラデスコと提携して在日ブラジル人を対象にブラジル向け送金を提供している。

## 沿革
- 1942年（昭和17年）8月18日 - 郡山無尽株式会社、会津勧業無尽株式会社、磐城無尽株式会社の3無尽会社が合併して、大東無尽株式会社を設立。
- 1951年（昭和26年）10月 - 相互銀行法の制定に伴い、株式会社大東相互銀行に商号変更。
- 1967年（昭和42年）2月 - 本店新築落成。
- 1968年（昭和43年）5月 - 電子計算機稼動開始。
- 1971年（昭和46年）3月24日 - 仙台支店開設。
- 1972年（昭和47年）2月1日 - 水戸支店開設。
- 1975年（昭和50年）9月 - 事務センター新築。
- 1976年（昭和51年）4月 - オンラインシステム導入。
- 1979年（昭和54年）3月 - 外国為替業務開始。
- 1980年（昭和55年）2月 - 第2次オンラインシステム稼動。
- 1989年（平成元年）2月1日 - 普通銀行に転換、株式会社大東銀行に商号変更。
- 1991年（平成3年）
  - 1月 - リース業務に係る事業会社として、株式会社大東リースを設立。
  - 5月 - 第3次オンラインシステム稼動。
  - 7月 - 担保附社債信託業務の営業免許を取得。
  - 9月17日 - 新白河駅前支店開設。
- 1992年（平成4年）12月 - 東京証券取引所市場第二部に上場。
- 1996年（平成8年）9月 - 東京証券取引所市場一部銘柄に指定。
- 1998年（平成10年）12月 - 投資信託窓口販売業務取扱開始。
- 2001年（平成13年）4月 - 保険商品窓口販売業務取扱開始。
- 2002年（平成14年）
  - 1月 - 株式会社大東ミリオンカードを株式会社大東クレジットサービスに商号変更。
  - 3月12日 - 東北おむすび隊に参加し、南東北の第二地方銀行とATM相互無料開放を開始。
  - 5月 - 経営効率化の一環として株式会社大東ビジネスサービスを解散。
  - 7月 - 環境への取り組みとしてISO 14001認証取得。
  - 12月20日 - 水戸支店を廃止し、茨城銀行本店営業部（現：筑波銀行水戸営業部）に営業譲渡。
- 2003年（平成15年）2月14日 - 仙台支店を廃止し、本店営業部と仙台銀行中央通支店に分割営業譲渡。
- 2005年（平成17年）
  - 2月 - 株式会社大東クレジットサービスと株式会社大東カードが合併し、株式会社大東クレジットサービスとなる。
  - 12月 - 証券仲介業開始（本店営業部、平支店）。
- 2006年（平成18年）
  - 2月 - 新情報系システム「DASH」稼動[10]。
  - 4月 - 大東信用保証株式会社と株式会社大東リースが合併し、株式会社大東リースとなる[11]。
- 2007年（平成19年）5月6日 - 入金ネットに仙台銀行が加入し、同行でのカード入金が平日9:00から18:00に限り無料化。
- 2009年（平成21年）1月5日 - 勘定系システムを更新[12]。
- 2010年（平成22年）6月25日 - 能勢秀幸が社長を退任。後任には鈴木孝雄専務が昇格[13][14]。
- 2013年（平成25年）6月11日 - さいたま支店（さいたま市大宮区）を開設。
- 2016年（平成28年）5月6日 - 勘定系システムをNEXTBASEへリプレース[15][16][17]。
- 2018年（平成30年）5月14日 - 須賀川西川支店を須賀川支店へ、新白河駅前支店を白河支店に併合。

## 地域社会への貢献

### 環境への取組
- 福島県に本店を置く金融機関としては、初めてISO 14001を取得。
- 2007年（平成19年）、福島県に本店を置く金融機関として初めてクール・ビズを実施。

## 関連会社
- 株式会社大東クレジットサービス
- 株式会社大東リース